# Maximum Violence
Maximum Violence är death metal-bandet Six Feet Unders tredje fullängdsalbum, som gavs ut den 12 juni 1999 av Metal Blade Records.
Detta album var det första med Steve Swanson som gitarrist efter det att Allen West slutat. Albumet spelades in i The Hit Factory Criteria Miami, Florida. Mastering skedde i Quadim Studio, Westlake Village, Kalifornien och har släppts i flera versioner. Digipaken innehåller två stycken bonusspår. Den japanska versionen innehåller ett extra spår. Det har även getts ut en återutgivning som innehåller sex stycken bonusspår. En musikvideo har gjorts till låten "Victim of the Paranoid". Bakgrundssången sjöngs av "The Bonesaw Crew", som innehåller Six Feet Under-medlemmarna och Paul Booth.

## Låtförteckning
1. "Feasting on the Blood of the Insane" – 4:32
2. "Bonesaw" – 3:07
3. "Victim of the Paranoid" – 3:05
4. "Short Cut to Hell" – 3:11
5. "No Warning Shot" – 3:04
6. "War Machine" (Kiss-cover) – 4:25
7. "Mass Murder Rampage" — 3:10
8. "Brainwashed" – 2:43
9. "Torture Killer" – 2:42
10. "This Graveyard Earth" – 3:26
11. "Hacked to Pieces" – 3:36

Bonusspår på digipak-versionen och japanska version
1. "Wrathchild" (Iron Maiden-cover) – 2:53
2. "Jailbreak" (Thin Lizzy-cover) – 4:08

Bonusspår på den japanska versionen
1. "War Is Coming" (live) – 3:15

Bonus-CD (återutgåvan 2000, inspelad live oktober 1999)
1. "War is Coming" – 3:17
2. "Brainwashed" – 3:07
3. "Human Target" – 3:24
4. "Torture Killer" – 2:51
5. "Revenge of the Zombie" – 3:10
6. "Lycanthropy" – 4:42

Inspelad av Danny Van Poucke i San Francisco, Kalifornien (spår 1, 4–6), Albuquerque, New Mexico (spår 2) och Golden, Texas (spår 3).

## Medverkande
Musiker (Six Feet Under-medlemmar)
- Chris Barnes − sång
- Steve Swanson − gitarr
- Terry Butler − bagitarrs
- Greg Gall − trummor

Bidragande musiker
- Chris Carroll – bakgrundssång (spår 2)
- Paul Booth – bakgrundssång (spår 1, 2)

Produktion
- Brian Slagel – producent, mixning
- Chris Carroll – ljudtekniker, mixning
- Luly Deya – ljudtekniker
- Kieran Wagner – ljudtekniker
- Brad Vance – mastering
- Paul Booth – omslagsdesign, omslagskonst
- Brian Ames – grafik
- Joe Giron – foto